# Браунси
Браунси (англ. Brownsea Island) — самый крупный из восьми островов в заливе Пул у английского берега Ла-Манша, графство Дорсет.

## География
Ширина острова составляет 1200 метров, длина — 2400 метров.

## История

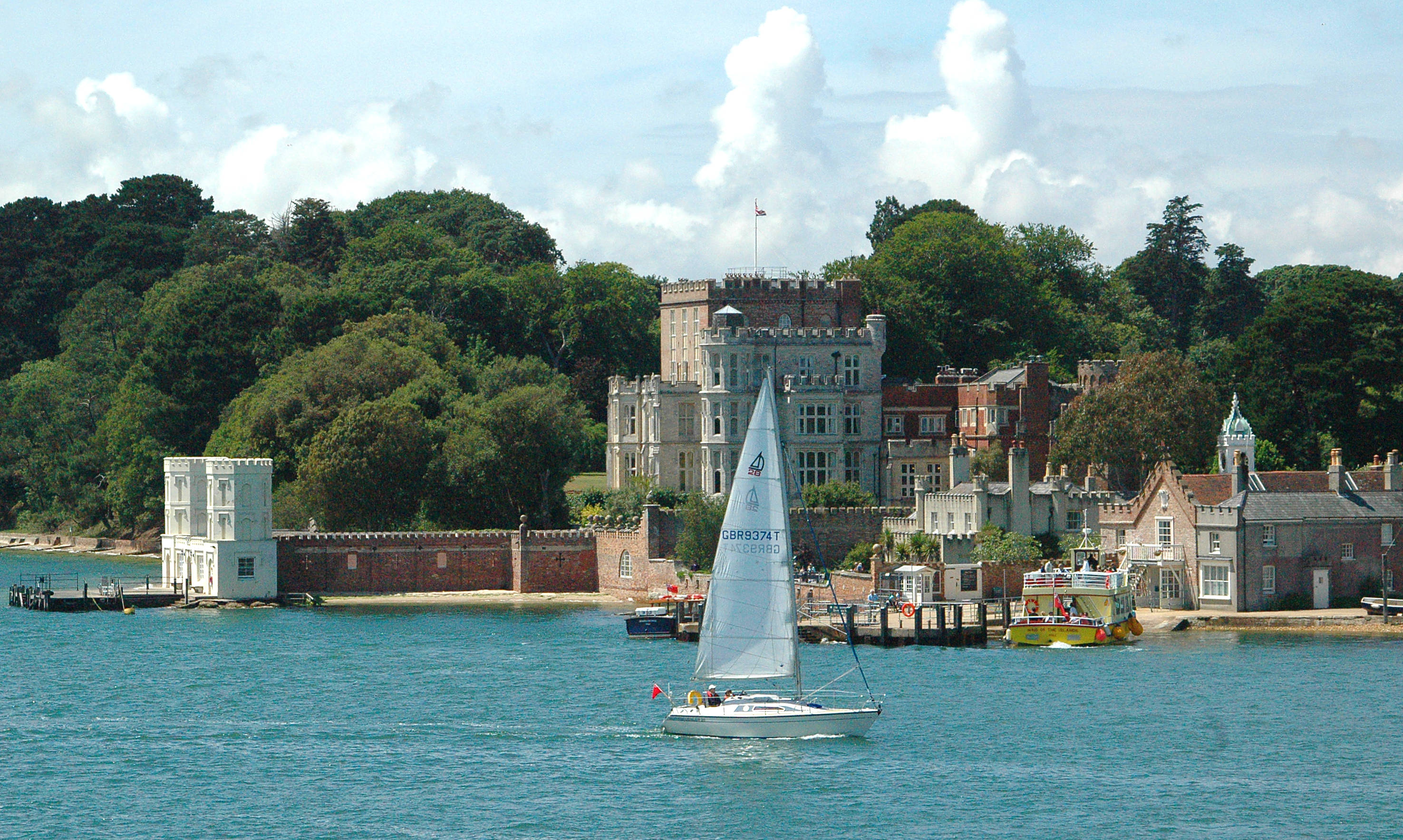
Тюдоровский форт на острове Браунси

Наиболее значительное сооружение — замок Браунси (1545—1547), типичный для эпохи Генриха VIII оборонительный береговой форт. В 1576 году королева Елизавета I пожаловала Браунси своему фавориту Кристоферу Хаттону. После него в XVII—XX веках островом владели депутаты Британского парламента и иные частные лица, включая архитектора Уильяма Бенсона (1682—1754) и аристократа Джорджа Кавендиш-Бентинка (1821—1891). С 1964 года каждое лето на острове проходят представления шекспировских пьес под открытым небом.

## Туризм
На остров можно добраться из Пула на пароме. Ежегодно Браунси, принадлежащий Национальному фонду и охраняемый как островок дикой природы на юге Англии, посещает порядка 100 000 туристов. Со скал открываются виды на полуостров Пёрбек с замком Корфе. Браунси наиболее известен как колыбель скаутского движения, где в августе 1907 года Бейден-Пауэлл организовал первый лагерь скаутов.